# Henri Serruys
Henri Louis Emile Serruys (Oostende, 25 april 1888 - aldaar, 25 januari 1952) was een Belgisch ingenieur en politicus voor de liberalen. 

## Levensloop
Serruys was een zoon van volksvertegenwoordiger en notaris Désiré Serruys en van Louise Jean. Hij trouwde in Eernegem in 1921 met Blanche Van Sieleghem. Het gezin bleef kinderloos.
Gevlucht naar Engeland in 1914 werd hij oorlogsvrijwilliger en bracht de hele oorlog door aan het front, eerst als onderofficier, daarna als officier. Van 1919 tot 1923 was hij koninklijk commissaris voor de Verwoeste Gewesten, voor de streek tussen Ieper en Menen. Hij werd vervolgens beheerder van de familiegoederen en bestuurder bij de Crédit Ostendais.
In 1929 werd hij provincieraadslid, in opvolging van de ontslagnemende Joseph Van Sieleghem.
In 1933 werd hij liberaal gemeenteraadslid van Oostende en was er burgemeester van 18 mei 1940 tot aan zijn dood, met een onderbreking van oktober 1941 tot begin september 1944.  
In 1940 vluchtte de Oostendse burgemeester Moreaux. Serruys nam het commando op zich van de brandweer, waarvan de commandant eveneens gevlucht was. Met een van de laatste koninklijke besluiten van die periode, werd hij op 18 mei 1940 tot burgemeester benoemd. 
In oktober 1941 werd hij door de bezetter uit zijn ambt ontzet. Hij werd in Brussel vastgehouden in een verplichte verblijfplaats. Zodra Brussel bevrijd, slaagde hij er in Oostende te bereiken en er bij de Bevrijding op 8 september 1944 zijn ambt weer op te nemen.
Hij leidde de stad tijdens de eerste moeilijke jaren van de wederopbouw. Na zijn dood werd een belangrijk legaat uit zijn successie overgemaakt, waarmee het gemeentelijk ziekenhuis kon worden gemoderniseerd, dat de naam Henri Serruysziekenhuis kreeg.
Sinds 1901 was er in Oostende al een Hendrik Serruyslaan, in herinnering aan de negentiende-eeuwse burgemeester van Oostende.